# Daniel Adzer
Daniel Jensen Adzer (17. januar 1731 i København – 3. april 1808 sammesteds) var en dansk medaljør.
Daniel Adzer var af sønderjysk æt og søn af smeden Jonas Jensen Adzer, en slægtning af smeden Daniel Preisler, der var brandmajor i København under den store brand 1728. Han blev guldsmedsvend og lagde sig derpå efter medaljørkunsten. Det lykkedes ham at komme til Paris, hvor han uddannedes af gode lærere, og senere til Rom, hvor han var sammen med C.F. Harsdorff, billedhuggeren Simon Stanley og andre, og hvorfra han i 1764 kom tilbage til Danmark. 1766 blev han medlem af Kunstakademiet i København på en medalje over dettes præses grev A.G. Moltke. I den følgende snes år udførte Adzer stemplerne til en stor del større og mindre medaljer, blandt hvilke kan nævnes medaljen på Frederik 5.’s død, medaljen pro meritis, medaljerne over J.H.E. og A.P. Bernstorff osv. Adzer var en flittig og duelig kunstner, men hans arbejder står dog tilbage for Magnus Gustavus Arbiens i henseende til åndfuld opfattelse og kunstnerisk smag. Han havde adskillige gange uheld med sine stempler, således med dem til medaljerne på Moltke og på arveprins Frederiks giftermål; det ene stempel til denne sidste sprang i hærdningen, hvis årsag Adzer i skrivelse af 23. juni 1774 klager sig fortvivlet for Akademiets direktør Wiedewelt og beder ham "have Medlidenhed med en bedrøvet og sorrigfuld Medaljør, som er den usleste Dyr, der kan være til paa Jorden". Efterhånden blev Adzer forglemt og fortrængt af andre og yngre kræfter og hensad i i sin medlemsbolig i øverste stokværk på Charlottenborg næsten uden sysselsættelse. Hans indtægter, som aldrig havde været rundelige, vare som en følge heraf i den sidste snes år af hans liv meget små, og ved sin død 4. april 1808 efterlod han sin enke Christiane Frederikke født Schæffer, datter af en ruineret snedker, i nød og trang, så at Akademiet måtte anbefale hende til kongens nåde. Adzers bror J.L. Jensen Adzer var K.L. Rahbeks lærer; hans datter Cathrine giftede sig ind i familien Bügel.
Han er begravet på Assistens Kirkegård.